# ANBV Naiguatá (GC-23)
El ANBV Naiguatá fue un Buque de Vigilancia del Litoral (BVL) de la Armada Bolivariana de Venezuela, de la Clase Guaicamacuto construido en los astilleros de Navantia en la localidad gaditana de San Fernando. Recibió su nombre en memoria del cacique caribe, que se distinguió en la lucha contra los conquistadores españoles. El 30 de marzo de 2020, el Naiguatá se hundió en aguas internacionales tras chocar con el crucero RCGS Resolute.

## Construcción y botadura
Su quilla fue puesta en grada el 28 de octubre de 2008 y fue botado el 24 de junio de 2009 El 25 de junio de 2010, Navantia dio por finalizadas las pruebas de mar efectuadas en la bahía de Cádiz a los buques ANBV Guaiquerí (PC-21), ANBV Yavire (GC-22) y ANBV Naiguatá (GC-23), siendo entregado por Navantia el 1 de febrero de 2011.

## Características y funciones del ANBV Naiguatá
El casco y su superestructura estaban construidos en acero. Disponía de ESM radar y comunicaciones (COMINT); radar de vigilancia aérea/superficie (2D); IFF y Link Y. Contaba además con una rampa en popa para una embarcación tipo RHIB, y disponía también de equipos de lucha contra los vertidos y sistema para lucha contraincendios.
El buque, era un patrullero de altura especialmente diseñado entre otras misiones para la protección y vigilancia del litoral, protección del tráfico marítimo, asistencia a otros buques, lucha contra incendios, lucha contra la contaminación marina, transporte, misiones de búsqueda y salvamento.

## Unidades de la Clase Guaicamacuto
La Clase Guaicamacuto estuvo compuesta por los siguientes buques:
- ANBV Guaicamacuto (GC-21)
- ANBV Yavire (GC-22)
- ANBV Naiguatá (GC-23) (hundido)
- ANBV Comandante eterno Hugo Chávez (GC-24) (en construcción desde 2009)

El GC-21 y el GC-22, fueron construidos en el mismo astillero; el GC-24, está en construcción desde 2008 en astilleros venezolanos por personal venezolano formado en el astillero de San Fernando.

## Hundimiento
El Buque de Vigilancia del Litoral (BVL) GC 23 Naiguatá; de la Armada Bolivariana se hundió el lunes 30 de marzo de 2020 a las 00:45 horas al noroeste de la Isla La Tortuga, tras chocar con el rompe-hielos, buque de pasajeros RCGS Resolute, de bandera portuguesa. El incidente ocurrió en aguas internacionales, a escasa distancia de aguas territoriales venezolanas.
Las condiciones y detalles del suceso que llevó al hundimiento del Buque de Vigilancia Naiguatá no han sido esclarecidas todavía. El Ministro de Defensa de Venezuela, Vladimir Padrino López, realizó declaraciones acusando a la compañía alemana propietaria del Resolute, Columbia Cruise Services Ltd., de haber provocado el accidente, y de haber realizado un "acto de agresión imperial" y de piratería. Por su parte, Columbia Cruise Services acusó a la Armada Venezolana de haber provocado el accidente después de chocar deliberadamente con el Resolute al intentar modificar el rumbo de este hacia aguas venezolanas.